# Llanrwst
53°8′15″N 3°47′55″V / 53.13750°N 3.79861°V
Llanrwst er en by i i Nord-Wales i grevskabet Gwynedd. Llanrwst er den største by i selve Conwy Valley, og en vigtig markeds- og handelsby for lokalområdet. Der er dog langt flere turister der besøger nabobyen Betws-y-Coed.
Byen har 2 stationer på Conwy Valley Line – Llanrwst der ligger centralt i byen og er nyanlagt i 1989, og den oprindelige station der nu hedder North Llanrwst og ligger i byens nordlige udkant. Byens hovedgade er en lille del af A470 fra Cardiff til Llandudno.
I modsætning til mange andre byer i området er byen ikke vokset op omkring skiferindustri, men i stedet uldproduktion. Man kan bl.a. se den nærliggende Trefriw Woolen Mill.

## Seværdigheder
- Trefriw Woolen Mill – gammel uldmølle.
- Pont Fawr – stenbro fra 1636 m. 3 buer af den berømte arkitekt Inigo Jones.
- Gwydir Castle – tilhører den engang mægtige Wynn familie.
- Gwydyr forest Arkiveret 2. december 2008 hos  Wayback Machine – mange beskrevne vandreture.

|  | Infoboks uden skabelon Denne artikel har en infoboks dannet af en tabel eller tilsvarende. |